# Дерюгин, Игорь Геннадьевич
И́горь Генна́дьевич Дерю́гин (род. 12 мая 1963, Иваново, РСФСР, СССР) — российский журналист и телеведущий. Наиболее известен, как телеведущий программ «Вести» и «Доброе утро, Россия!» на телеканале «Россия».

## Биография
Игорь Дерюгин родился 12 мая 1963 года в городе Иваново.
В 1986 году окончил Саратовский государственный университет по специальности «Филолог. Журналист».

## Телевидение
До 1991 года работал в Саратовской государственной телерадиокомпании редактором, ведущим радио и телепрограмм, продюсером информационно-развлекательного радиоканала.
С ноября 1991 года — собственный корреспондент ВГТРК в Поволжском регионе.
В 1995 году стажировался в Лондоне в компаниях «BBC» и «REUTERS».
В 1997 году был ведущим дневных выпусков информационной программы «Вести», затем стал корреспондентом. Работал в Израиле и на палестинских территориях, в Сербии, в Грузии и на Северном Кавказе; в течение полутора лет был аккредитованным при МИДе журналистом; был также корреспондентом в «правительственном» и «президентском» пулах.
С 2001 по 2003 год — шеф восточноевропейского бюро ВГТРК в Праге.
С 2003 по февраль 2007 года был ведущим утренней информационно-развлекательной программы «Доброе утро, Россия!» на телеканале «Россия».
С апреля 2007 по январь 2012 года — директор дирекции собственного производства телеканала «Russia Today».
С июля 2012 по февраль 2014 года — главный редактор государственной телерадиокомпании «Ямал Регион».
С сентября 2014 по январь 2015 года — заместитель генерального директора телекомпании ТВЦ «Планета».
С сентября 2016 по октябрь 2017 года — старший преподаватель московского института телерадиовещания «Останкино».
С октября 2017 года — старший преподаватель кафедры журналистики в Московском международном университете.

## Личная жизнь
Женат.